# Системи віброзахисту в гірництві

Системи віброзахисту в гірництві - комплекс способів і засобів захисту гірників від шкідливої дії вібрації технологічного обладнання. У гірництві застосовується ряд віброактивних і вібронебезпечних машин й обладнання, зокрема: відбійні молотки й перфоратори, прохідницькі комбайни й вантажні машини при підземному
видобутку, бурові станки й екскаватори, великовантажні
автомобілі й бульдозери при відкритій розробці родовищ,
дробарки, віброживильники, віброгрохоти тощо. Найбільш
вібронебезпечні для людини-оператора при підземному
видобутку перфоратори, відбійні молотки, ківшеві вантажні
машини з котною рукояттю при відкритій розробці родовищ
– кар’єрні екскаватори типу пряма лопата, великовантажні
самоскиди, станки шарошечного буріння, бульдозери, на
збагачувальних фабриках – мостові кран-балки. Загальна
кількість робітників, хворих віброхворобами в гірництві за
останні 15 років, розподіляється таким чином: бурильники й
прохідники – бл. 72%, машиністи екскаваторів – 13%, водії
великовантажних автосамоскидів – 12%, машиністи бурових
станків – 2%, машиністи мостових кранів – 1%.
Для захисту від вібрації обладнання часто застосовуються
пружинні підвіски (дробарки, віброживильники, вібаційні
грохоти, вібаційні сепаратори, апаратура автоматики, ос-
вітлювальне обладнання тощо). Основні недоліки пружинних
підвісок: інтенсивні резонансні явища, що часто збільшують
вібронавантаженість об’єктів віброзахисту; явища втоми
металу й поломки пружин; корозія. Інститутом геотехнічної
механіки НАН України розроблено ряд технічних рішень із
застосування ґуми для машин вібраційної дії, де вона виконує
функції пружних ланок, віброізоляторів і захисних футеровок,
розроблені нові еластомери. Підприємством «Віброімпульс»
(м. Кривий Ріг), розроблені нові анізотропні ґумокордові
віброізолятори, які за своїми
характеристиками перевершують відомі аналоги й успішно
експлуатуються на різних гірничих машинах й обладнанні.